# Редокс-йоніти
Редокс-йоніти (англ. redox ion exchangers) —
- 1. Йонобмінники, що протийонами мають оборотні редокспари, які введено шляхом сорбції або комплексоутворення. Нагадують за своїми властивостями редокс-полімери.
- 2. Окисно-відновні йонообмінні смоли; містять групи, здатні до окисно-відновлювальних перетворень i до йонного обміну.